# Публий Сервилий Приск Структ
Вижте пояснителната страница за други личности с името Сервилий Приск Структ.
Публий Сервилий Приск Структ (на латински: Publius Servilius Priscus Structus) е политик на Римската република от 5 век пр.н.е..
Той е първият консул от рода Сервилии. Служи като консул през 495 пр.н.е. заедно с Апий Клавдий Сабин Инрегиленсис. Тази година обикновеният народ подготвя протеста си secessio plebis (лат.: протест на обикновения народ).
Историкът Ливий описва Клавдий като консервативен представител на висшото общество, а Сервилий като преговарящ. Историкът Дионисий Халикарнаски разказва за победоносен триумф на Сервилий след победа над волските, което вероятно е съчинено.
Публий Структ е баща на по-късния консул Спурий Сервилий Приск (консул 476 пр.н.е.) и дядо на Публий Сервилий Приск (консул 463 пр.н.е.).